# Vizcatán
Vizcatán es un centro poblado que se encuentra en la región Ayacucho (provincia de Huanta, distrito de Ayahuanco, Perú), en el límite con Junín y Huancavelica, en la zona del VRAEM (Valle de los ríos Apurímac, Ene y Mantaro). Es un paraje de selva montañosa, inaccesible, con caminos agrestes e inhóspito.
Durante los años 1990 y 2000 el VRAEM ha sido y es tierra de nadie, ya que es una zona que está casi totalmente fuera del control del Estado. Los cultivos de coca ilegal del VRAEM van al narcotráfico, ocupan de 15.500 a 16.000 hectáreas cultivadas, y han llegado a proporcionar en el año 2006 la mitad o más de las 106.000 toneladas de coca que se producen ilegalmente en el Perú.
Los narcotraficantes locales mantienen el control de la zona vía acciones armadas, además de cobrar cupos a narcotraficantes mexicanos y colombianos que recorren la zona acopiando droga.

## Demografía[1]
- Desnutrición infantil: 22.9%
- Mortalidad infantil: 45 por cada mil nacidos vivos
- Tasa de escolaridad: 87.9%
- Hogares con electricidad: 39.2%
- Acceso a créditos bancarios: 5% de la población

## Historia
Hacia 1980 Vizcatán era un conjunto de centros poblados. Hacia 1984, luego de la ofensiva militar de las Fuerzas Armadas, Sendero Luminoso se refugió en Vizcatán, desplazando a la mayoría de pobladores de las comunidades de Sanabamba, Noa, Huarcatán, Pucacolpa y Parobamba, entre otras.
Entre 1984 y 1993 se convierte en la base económica de Sendero Luminoso, incentivando la actividad del narcotráfico a través de la realización de operativos de protección o extorsión a las bandas de narcotraficantes peruanos y colombianos, que exportaban más de una tonelada semanal de pasta básica de cocaína desde Huallaga.
Vizcatán se convirtió desde 1994 en el refugio de Oscar Ramírez Durand (conocido como el "camarada Feliciano") hasta su captura el 14 de julio de 1999, el único miembro del Comité Central de Sendero Luminoso que en ese entonces estaba en libertad. Ramírez encabeza la disidencia “Sendero Rojo”, facción que está contra la rendición propuesta por Abimael Guzmán.